# Victor Pastor

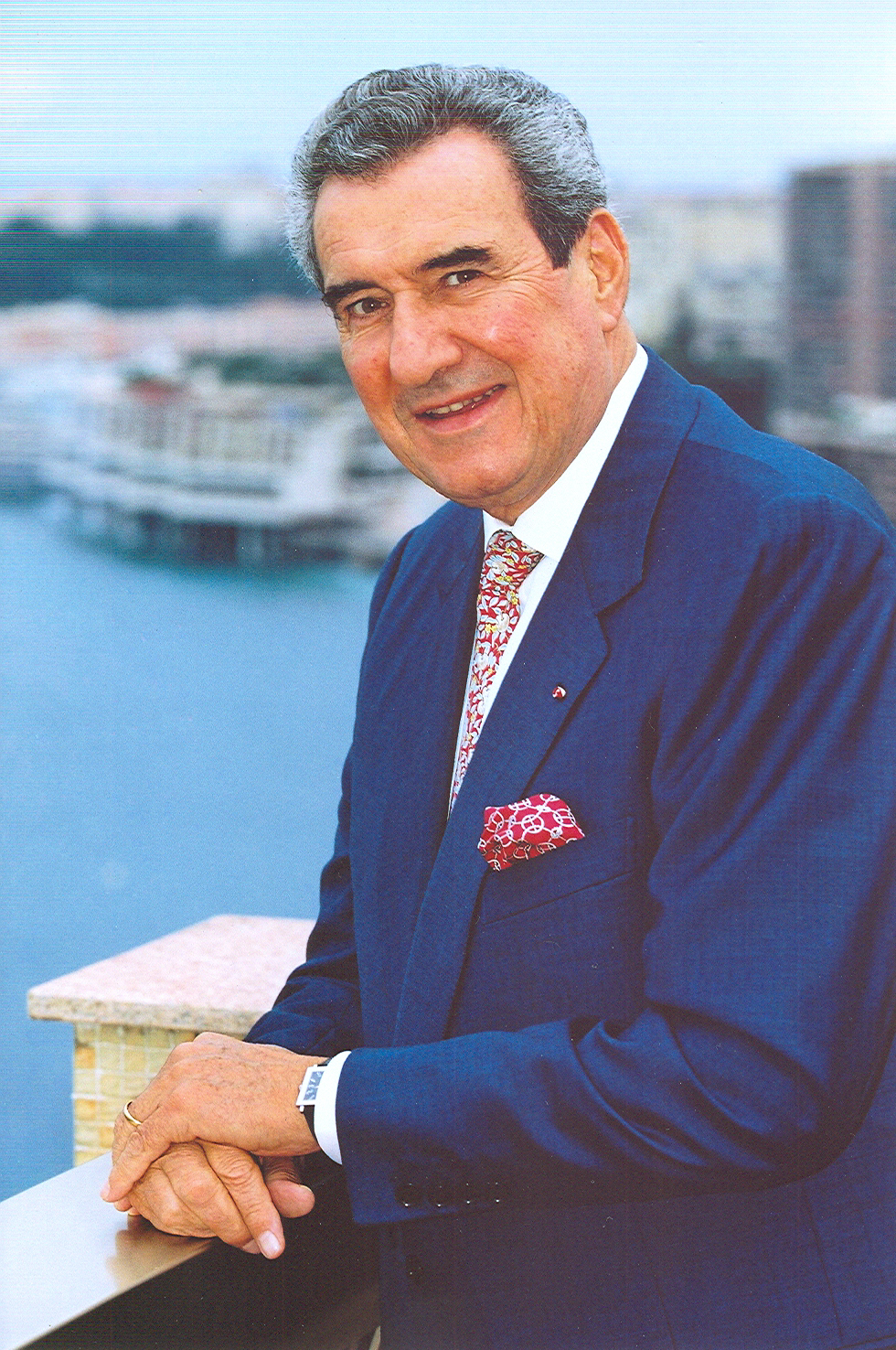
Victor Pastor

Victor Pastor, född 1937, död 2002, var en monegaskisk fastighetsmagnat.
Han var son till fastighetsmagnaten Gildo Pastor och när han avled 1990 efterlämnade han ett fastighetsimperium värderad till motsvarande €20 miljarder. Det delades upp i tre delar, en till honom (J.B. Pastor & Fils) och de andra två delarna till hans syskon Hélène Pastor (Helene Pastor Pallanca SAM) och Michel Pastor (Michel Pastor Group). Hans förmögenhet uppskattades till $5,4 miljarder vid hans död. Han var också morbror till Gildo Pallanca Pastor.